# Renée Bordier

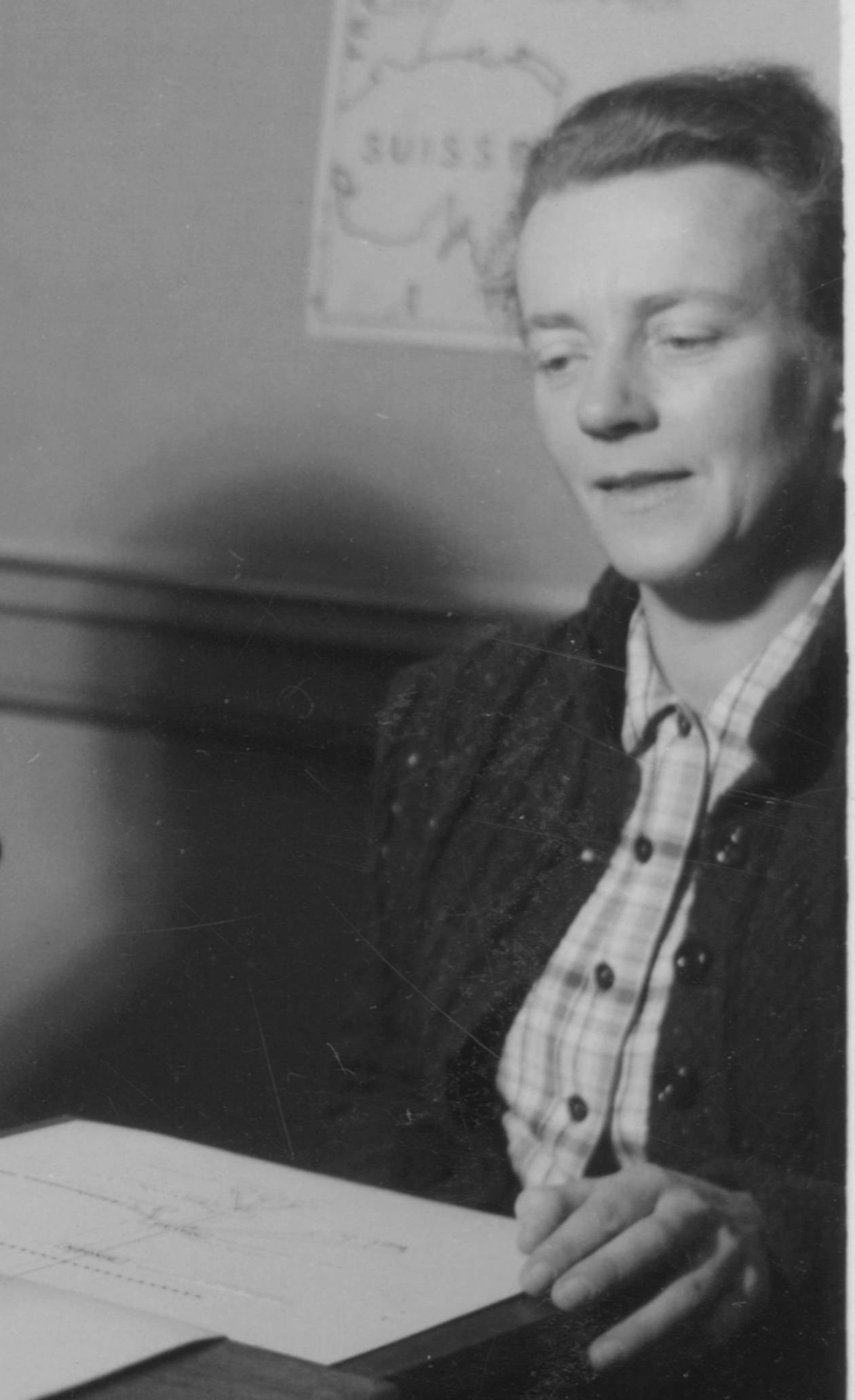
Renée Bordier (1942), Foto aus dem IKRK-Archiv

Renée Bordier (* 1. Juli 1902 in Genf; † 2000) war eine Schweizer Krankenschwester aus einer prominenten Genfer Patrizierfamilie. 1938 wurde sie in die Versammlung des Internationalen Komitees vom Roten Kreuz (IKRK) gewählt und gehörte ihr zehn Jahre lang als Expertin für Hilfsmassnahmen an. Bordier war damit erst das fünfte weibliche Mitglied des Leitungsgremiums in der Geschichte des IKRK. Durch ihr Engagement trug sie dazu bei, der Gleichberechtigung aller Geschlechter in der Organisation – die ihrerseits historisch eine Pionierin des humanitären Völkerrechts ist – den Weg zu ebnen.
Während des Zweiten Weltkrieges war Bordier eine der Stimmen, die sich innerhalb der IKRK-Führung für eine öffentliche Verurteilung des Holocausts durch die nationalsozialistischen Terrorherrschaft und deren System der Konzentrations- und Vernichtungslager einsetzten, wenn auch vergeblich.

## Leben

### Familiärer Hintergrund
Die Bordiers sind offiziell die fünftälteste Genfer Familie. Ihr Vorvater Guillaume Bordier, ein französischer Protestant, stammte aus der Gegend von Orléans und floh 1541 in die calvinistische Republik Genf aufgrund der religiösen Verfolgung im Anschluss an die Affaire des Placards (Plakataffäre) von 1534. Im Jahr 1571 erwarb die Familie das Genfer Bürgerrecht. Ihre Mitglieder waren zunächst im Textilhandel mit Barchent- und Sergestoffen tätig, bevor Guillaumes Nachfahren sich auf die Goldschmiede- und Juwelierkunst verlegten. Spätere Generationen brachten Politiker, Wissenschaftler, Pastoren und Armeeoffiziere hervor. Als die Genfer patrizische Klasse zum Ende des 19. Jahrhunderts die absolute Kontrolle über die wichtigsten öffentlichen Ämter von Stadt und Kanton verlor, wandte sie sich dem Bankwesen und der Philanthropie zu. So auch die Bordiers:
1871 heiratete Renée Bordiers Grossvater Ami Bordier (1841–1920) Fanny Adèle Reverdin (1848–1933), die Tochter des Bankiers Jacques Reverdin und wurde daraufhin bei Reverdin & Cie als Börsenmakler tätig. Nach dem Tod seines Schwiegervaters im Jahr 1895 wurde Ami Bordier der Vorstandsvorsitzende der Bank und benannte diese in Bordier & Cie um. Das Geldhaus, das sich auf die Vermögensverwaltung für Privatkunden spezialisiert hat, ist eines der letzten in der Schweiz, das seither den Status des Privatbankiers aufrechterhalten. Per 2021 war es zumindest teilweise im Eigentum und unter der Leitung der fünften Generation der Gründerfamilie.
Renée Bordiers Vater Pierre Jacques (1872–1958) schloss sich der Bank 1897 als Partner an, sein Bruder Édouard (1874–1957) folgte ihm sieben Jahre später. Im Jahr 1900 heirateten Pierre Bordier und Mathilde Perrier (1874–1966), die aus einer anderen reichen Familie stammte. Die Bordiers wohnten traditionell in Versoix, rund 10 km nordöstlich des Genfer Stadtzentrums auf der nordwestlichen Seite des Genfersees. Im 19. Jahrhundert gehörte der Familie dort fast die Hälfte des gesamten Landes. Renée Bordiers Großvater Ami und ihr Vater hatten beide zeitweise auch das Bürgermeisteramt der Gemeinde inne, die damals noch ein Dorf war.
Renée Bordier wurde als das zweitälteste von fünf Kindern geboren. Ihre Brüder Guillaume (1901–1982), Jacques (1903–1981) und Raymond (1906–1974) wurden Partner bei Bordier & Cie, während ihre Schwester Marie (1908–1990) einen Pastor in Jussy heiratete.

### Berufliche Laufbahn

#### Ausbildung und frühe Karriere
Wie viele andere Töchter aus prominenten Genfer Familien erhielt Renée Bordier ihre Ausbildung am Institut du Bon Secours ("Institut der Guten Hilfe"), einer Schule für Krankenschwestern, die 1905 die Ärztin Marguerite Champendal gegründet hatte. Sie war die erste Genferin, die ihren Doktortitel in Medizin an der Universität Genf erhalten hatte. 1925 machte Bordier ihr Diplom als Krankenschwester.
Bordier arbeitete zunächst in der privaten Krankenpflege und dann als Kinderkrankenschwester in einem Internat. Danach leitete sie zwei Jahre lang eine Geburtsklinik, bevor sie wieder selber als Krankenschwester tätig wurde, diesmal allerdings als OP-Schwester. 1936 wurde sie die Oberschwester bei Bon Secours.

#### IKRK-Mitglied
Anfang 1938 stimmte die IKRK-Versammlung dafür, Bordier als eines von drei neuen Mitgliedern aufzunehmen. Die Wahl sollte das Leitungsgremium der Organisation angesicht weltweit wachsender Spannungen verjüngen. 75 Jahre nach der Gründung des IKRK war Bordier damit das fünfte weibliche Mitglied. Sie folgte der Historikerin und Juristin Marguerite Frick-Cramer (1887–1963), die 1918 als erste Frau Zugang zu der Spitzenposition erhielt. Ihr folgte 1922 die Krankenschwester und Frauenrechtlerin Pauline Chaponnière-Chaix (1850–1934) nach. Das dritte weibliche Mitglied wurde 1925 die Musikpädagogin Suzanne Ferrière (1886–1970) und das vierte im Jahr 1930 die Krankenschwester Lucie Odier (1886–1984). Wie bei den meisten ihrer Kollegen, Männern wie Frauen, entsprang auch Bordiers Bezug zum IKRK dem Engagement eines älteren Verwandten. In ihrem Fall war es ihr Onkel Guillaume Pictet (1860–1926), ein Bankier aus der ältesten Genfer Familie, der von 1919 bis 1921 IKRK-Mitglied gewesen war.
Beim IKRK nahm Bordier sogleich eine führende Rolle bei den Bemühungen ein, den Opfern des Spanischen Bürgerkrieges (1936–1939) Hilfsleistungen zukommen zu kassen. Sie arbeitete dabei eng mit Odier zusammen, die ebenfalls einer prominenten Familie von Bankiers entstammte (Bank Lombard Odier & Co). Während des Zweiten Weltkriegs wurde Bordier zunächst die Direktorin des IKRK-Dienstes für individuelle Hilfen an Kriegsgefangene. Später war ihr die Fürsorgeabteilung unterstellt, die für Hilfsmaßnahmen wie Paketsendungen an zivile KZ-Insassen aus Ländern unter deutscher Besatzung zuständig war.
Spätestens im Herbst 1942 erhielt die IKRK-Führung Berichte über die sogenannte Endlösung: die systematische Vernichtung der Juden durch Nazi-Deutschland in Osteuropa. In der Vollversammlung am 14. Oktober desselben Jahres sprach sich daher eine grosse Mehrheit der rund zwei Dutzend IKRK-Mitglieder für einen öffentlichen Protest als ultimative Intervention aus, insbesondere die vier weiblichen Mitglieder Frick-Cramer, Ferrière, Odier und Bordier. Allerdings verweigerten sich Carl Jacob Burckhardt – der Geschichtsprofessor am Genfer Hochschulinstitut für internationale Studien und Entwicklung war und 1944 IKRK-Präsident wurde – und Bundespräsident Philipp Etter diesem Anliegen beharrlich.

Ende 1944 ehrte das Norwegische Nobelkomitee das IKRK mit seinem zweiten Friedensnobelpreis nach 1917. Wie im Ersten Weltkrieg war dies der erste Preis überhaupt, den es nach Kriegsbeginn vergab. Bordier hatte ihren Beitrag zu dem geleistet, was die Jury in Oslo würdigte, nämlich
«die großartige Arbeit, die das IKRK während des Krieges für die Menschheit leistete».
1945 wurde Bordier außerdem zur Präsidentin der Association du Bon Secours gewählt, an deren Schule sie zwei Jahrzehnte zuvor ihre Ausbildung erhalten hatte. Sie übernahm das Amt zu einer Zeit, als sich die Institution in einer schweren Krise befand, vor allem wegen finanzieller Schwierigkeiten und Personalmangels. Mit Unterstützung von Max Huber (1874–1960), der von 1928 bis 1944 IKRK-Präsident gewesen war, gelang es Bordier, Geldmittel von der Rockefeller-Stiftung für den Verein zu erhalten. Nach Überwindung dieses Engpasses gab sie noch 1946 den Posten wieder auf. Im Januar 1948 trat Bordier auch als IKRK-Mitglied zurück. Die Führung der Organisation pries ihre Leistungen in einem Text, der in der Revue Internationale de la Croix-Rouge erschien:
«Mit Bescheidenheit und viel Geduld, Tatkraft und Ausdauer hat Bordier sich ganz und gar der Vollbringung der Aufgaben gewidmet, die sie auf sich genommen hatte. Ihre Aktivitäten haben die Hoffnung in den Herzen jener Menschen wiederbelebt, denen sie ihre Hilfe gab.»

### Spätere Jahre

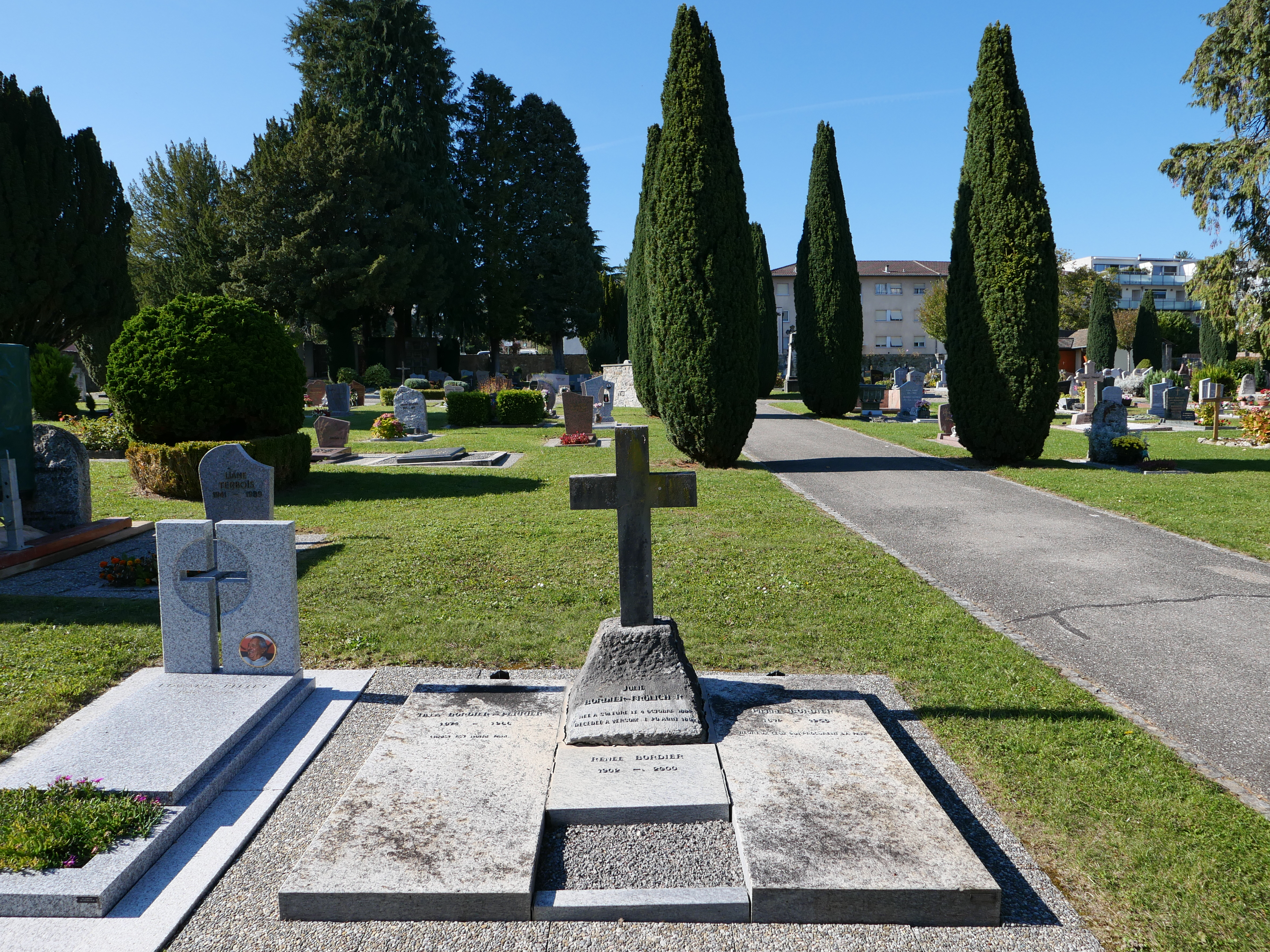
Bordiers Grabstein (Mitte) auf dem Friedhof ihres Heimatortes Versoix

Während Bordiers älterer Bruder Guillaume 1955 zum IKRK-Mitglied gewählt wurde (sowie 1966/67 zum IKRK-Vizepräsidenten 1966/67), ist nur wenig über ihre Tätigkeiten nach dem Zweiten Weltkrieg veröffentlicht wurden. Diese konzentrierten sich demnach auf den lokalen Jugendschutz. Bordier wurde dabei von Maria Mościcka (1896–1979) unterstützt, der Witwe von Ignacy Mościcki (1867–1946), der polnischer Präsident zum Zeitpunkt des deutschen Überfalls auf Polen gewesen war. Sie beherbergte Mościcka in ihrem Anwesen am Chemin des Colombiere 12 in Versoix bis zum Tod der mittellosen Exilantin und wurde ihre Testamentsverwalterin. In dieser Funktion gab Bordier 1984 ihre Zustimmung zu dem Antrag der Nachfahren Mościckins, die sterblichen Überreste des ehemaligen Präsidenten und von Mościcka zu exhumieren und von Versoix nach Warschau umbetten zu lassen. Obwohl die polnischen Behörden eine private Beisetzung ohne Staatszeremonien zusagten, zogen die Behörden des Kantons Genf ihre Einwilligung nach Protesten polnischer Exilanten zurück. Die Gebeine des Paares wurden erst 1993 auf dem Powązki-Friedhof begraben.
Bordier und ihre Schwester Marie spendeten das Anwesen in Versoix zu Beginn der 1980er Jahre dem Kanton unter der unveränderlichen Bedingung, dass dieses für den Jugendschutz benutzt würde. Es ist seither der Standort von "Les Vignes" ("Die Weinblätter"), einer Schule für Kinder aus sozial schwierigen Kontexten.
Bordier hat in einem Familiengrab mit ihren Eltern und ihrer Urgroßmutter Julie (1802–1884), geborene Frölicher, ihre letzte Ruhe gefunden.